# Pano Qirko
Pano Qirko (Vlora, 1999. június 26. –) albán utánpótlás-válogatott labdarúgó, aki a Partizani Tirana kapusa.

## Pályafutása

### Klubcsapatokban
Qirko az albán kikötővárosban, Vlorában született. 2012-ben kezdte ifjúsági pályafutását a KF Vlorában. Egy évvel később a Flamurtari Vlorë klubhoz igazolt. Megnyerte a 2014–15-ös szuperligát a 17 éven aluliak között a Flamurtari U-17 csapatával. A 2015–16-os szezonban 3 ifjúsági kupamérkőzést játszott a 17 éven aluliak csapatában. Ezután a 19 éven aluliak közé került. 2017-ben aláírta első szerződését ezzel a klubbal. Öt meccsen lépett pályára a bajnokságban.
2019 nyarán a KF Tirana csapatához igazolt, itt tartalékkapusként számítottak rá. A klub ezután albán bajnok lett a 2019–20-as szezonban. Mivel nem kapott játéklehetőséget, egy évvel később a rivális KS Bylis Ballsh-hoz igazolt. 2021. augusztus 18-án csatlakozott az albán bajnok KS Teuta Durrës csapatához.

#### Partizani Tirana
2023 nyarán a 17-szeres bajnok Partizani Tiranához szerződött. A 2023–24-es idény kezdetekor 2 Bajnokok ligája és 6 Európa Konferencia Liga mérkőzésen védett (4 győzelem 2 döntetlen és 2 vereség). 2023. december 20-án a Partizanival albán szuperkupát nyert, miután az KF Egnatia ellen 1–0-ra megnyert mérkőzést végigvédte.
A 2024–25-ös szezont 2 nemzetközi mérkőzéssel kezdte. A máltai Marsaxlokk FC elleni Konferencia Liga találkozókon védett. A hazai 1–1 után idegenben győztek 2–1-re: így továbbjutottak a következő fordulóba.

### A válogatottban
Részt vett az albán 16 éven aluliak labdarúgó-válogatottjával a 2015-ös UEFA felkészülési tornán, és 2 mérkőzést játszott Alban Bushi edző irányításával. 2015. május 2-án Montenegró U16-os csapata ellen 3–1-re nyertek. A ciprusi U16 elleni 1–0-s győzelmet követően két nappal később megnyerték a tornát.
Bekerült az albán 19 éven aluliak labdarúgó-válogatottjába, csapattag volt a 2017. évi U19-esek Európa-bajnokságának kvalifikációjában.
2017 októberében mutatkozott be az albán U-19-es válogatottban Erjon Bogdani edző irányítása alatt, Ukrajna U-19-es együttese ellen.

## Elismerései, díjai

### Klubcsapatokkal
KF Tirana
- Albán bajnokság: 2019–20

 Teuta Durrës
- Albán szuperkupa: 2021

 Partizani Tirana
- Albán szuperkupa: 2023[12]
- Albán bajnokság ezüstérmes: 2023–24[18]
- Albán bajnokság bronzérmes: 2024–25

### Nemzetközi
Albánia U16
- UEFA felkészülési torna: 2015

## Fordítás
- Ez a szócikk részben vagy egészben  a   Pano Qirko című német Wikipédia-szócikk ezen változatának fordításán alapul.  Az eredeti cikk szerkesztőit annak laptörténete sorolja fel. Ez a jelzés csupán a megfogalmazás eredetét és a szerzői jogokat jelzi, nem szolgál a cikkben szereplő információk forrásmegjelöléseként.
- Ez a szócikk részben vagy egészben  a   Pano Qirko című angol Wikipédia-szócikk ezen változatának fordításán alapul.  Az eredeti cikk szerkesztőit annak laptörténete sorolja fel. Ez a jelzés csupán a megfogalmazás eredetét és a szerzői jogokat jelzi, nem szolgál a cikkben szereplő információk forrásmegjelöléseként.